# Miguel de la Madrid
Miguel de la Madrid Hurtado (Colima, 12 december 1934 – Mexico-Stad, 1 april 2012) was een Mexicaans politicus. Hij was president van Mexico van 1982 tot 1988. Als reactie op de economische crisis van de jaren 80 werd onder De la Madrid een eind gemaakt aan het economisch nationalisme dat het beleid van de Mexicaanse overheid tientallen jaren gekenmerkt had en werd overgegaan naar een  meer neoliberaal systeem.

## Vroege jaren
De la Madrid studeerde recht aan de Nationale Autonome Universiteit van Mexico (UNAM) en publieke administratie aan Harvard. Hij sloot zich aan bij de Institutioneel Revolutionaire Partij (PRI), die destijds vrijwel een monopoliepositie bezat. Van 1965 tot 1970 werkte hij bij de Banco de México en van 1970 tot 1972 bij het oliebedrijf Petróleos Mexicanos (PEMEX). Hij bekleedde een aantal politieke functies onder Luis Echeverría en werd in 1978 minister van budget en planning onder José López Portillo.

## Verkiezing
Mexico was onder López Portillo in een zware economische crisis terechtgekomen. In 1981 werd De la Madrid door López Portillo aangewezen als presidentskandidaat voor de PRI. Hij won die verkiezingen op 4 juli 1982 met 71,0% van de stemmen, normaal gesproken een ruime marge maar voor de PRI het slechtste resultaat sinds de oprichting van de partij. Na de verkiezing van De la Madrid, maar voor zijn aantreden, nationaliseerde López Portillo de banken, wat op veel verbazing stuitte.

## Presidentiële termijn
Aan het begin van zijn termijn zat De la Madrid opgescheept met de economische chaos van zijn voorgangers. Hij brak dan ook radicaal met de economische traditie. Hij maakte een einde aan het economische nationalisme van zijn voorgangers en poogde Mexico om te vormen tot een op neo-liberale leest geschoeide vrijemarkteconomie. Daardoor trok de economie weer aan, maar tegelijkertijd werden veel dagelijkse producten duurder. In 1986 sloot Mexico zich aan bij de GATT. Hiervoor moesten pijnlijke bezuinigingsoperaties worden doorgevoerd en de levensstandaard daalde met 50%. Er werd begonnen met een grootschalige privatisering van staatsbedrijven. Buitenlandse, met name Amerikaanse, investeringen namen toe en de hyperinflatie van de Mexicaanse peso werd enigszins verminderd. Tegelijkertijd zorgde het toerisme voor nieuwe inkomstenbronnen.
De la Madrid distantieerde zich van de corrupte regering-López Portillo, en begon een 'morele renovatie'. Enkele invloedrijke personen werden gearresteerd, onder wie voormalig PEMEX-directeur Jorge Serrano en de beruchte Arturo "El Negro" Durazo, politiechef van Mexico-Stad. Velen zagen de morele renovatie echter als weinig meer dan een publiciteitsstunt, aangezien de corruptie hoog bleef en de mensenrechtensituatie zelfs verslechterde.
De la Madrid kwam meerdere malen in confrontatie met de Amerikaanse president Ronald Reagan. Reagan probeerde hem over te halen de contra's in Nicaragua te steunen, de banden met het Cuba van Fidel Castro te verbreken en de steun aan de rebellen in El Salvador te staken, wat deze weigerde. Ook de drugsproblematiek aan de grens tussen Mexico en de Verenigde Staten zorgde voor diplomatieke onrust. De la Madrid weet deze problemen aan de vraag naar drugs in de Verenigde Staten, terwijl Reagan eiste dat Mexico Amerikaanse antidrugsteams toestond geweld te gebruiken, wat werd opgevat als een inbreuk op Mexico's soevereiniteit. Twee Amerikaanse agenten van de Amerikaanse narcoticapolitie, Enrique Camarena en Victor Cortez, werden in Jalisco door de politie overgeleverd aan drugskartels, door wie zij doodgemarteld werden. Dit leidde tot een golf van verontwaardiging in de Verenigde Staten, waar een boycot tegen Mexico werd geopperd. De PRI reageerde hierop door een demonstratie te organiseren in Mexico-Stad waarbij "Dood aan Reagan!" gescandeerd werd. Reagan knoopte goede banden aan met de Nationale Actiepartij, de belangrijkste oppositiepartij.
Op 19 september 1985 werd Mexico-Stad getroffen door een zware aardbeving. De regering bleek niet in staat de slachtoffers adequaat hulp te bieden, terwijl de PRI deze ramp wel aangreep om een in veler ogen misplaatste politieke pr-campagne te voeren.
Tegen het eind van zijn termijn werd de roep om politieke hervormingen en democratisering steeds sterker. In Coahuila, Chihuahua en Nuevo León gooide de PAN bij gouverneursverkiezingen hoge ogen. Door fraude wist de PRI echter haar eigen kandidaten in deze staten te laten winnen. Op een aantal plaatsen in Noord-Mexico braken gevechten uit tussen aanhangers van de PRI en de PAN, waarbij een aantal PAN-aanhangers om het leven kwamen.

## Opvolging en nalatenschap
Voor de verkiezing van 1988 probeerde een groep linkse PRI-leden, corriente democratico (democratische stroom) genaamd, De la Madrid over te halen om niet een kandidaat aan te wijzen, maar door voorverkiezingen te laten bepalen. De la Madrid meldde dit in overweging te zullen nemen, maar benoemde vervolgens gewoon Carlos Salinas, zijn minister van budget, tot PRI-kandidaat voor de verkiezingen van 1988. Hierop verlieten de leden van corriente democratico, onder wie Cuauhtémoc Cárdenas en Porfirio Muñoz Ledo. Cárdenas stelde zich vervolgens kandidaat voor een coalitie van kleine partijen, en gooide hoge ogen voor de presidentsverkiezingen. Deze gingen echter gepaard met grootschalige fraude. Het computersysteem dat de stemmen moest tellen viel uit toen oppositiekandidaten opmerkten dat de officiële resultaten niet overeenkwamen met de echte uitslag, kiezers werden geïntimideerd, 'stembrigades' van PRI-aanhangers brachten op meerdere plaatsen hun stem uit, miljoenen niet-bestaande kiezers stonden geregistreerd en na afloop van de verkiezingen werden er op verschillende plaatsen verbrande stembiljetten aangetroffen. Volgens de officiële uitslag kreeg Salinas 50,3% van de stemmen en Cárdenas 37%, maar deze uitslag werd door de oppositie niet erkend. De oppositie kon echter niet voorkomen dat Salinas op 1 december werd ingehuldigd tot president.
De la Madrids termijn wordt doorgaans niet beschouwd als een doorslaand succes, alhoewel hij doorgaans niet zo slecht wordt beoordeeld als zijn voorganger en opvolger. Het breken met de economische traditie van zijn voorgangers wordt doorgaans als zijn belangrijkste wapenfeit beschouwd.
Na zijn termijn trok De la Madrid zich terug uit de politiek. Van 1990 tot 2000 was hij CEO van het Fondo de Cultura Económica, Mexico's grootste uitgeverij. In 2005 erkende De la Madrid in een televisie-interview dat de PRI bij de verkiezingen van 1988 had gefraudeerd. Manuel Bartlett, minister van binnenlandse zaken onder De la Madrid, ontkende dit. Hij weet deze uitspraken aan de hoge leeftijd van De la Madrid en zei dat ze uit hun context getrokken waren.
De la Madrid overleed op 1 april 2012 aan een longemfyseem.